# Музыкальное движение
Музыкальное движение — это метод музыкального воспитания, личностного развития и обучения свободному танцу. Он одинаково пригоден как для детей, так и для взрослых (метод адаптирован для разных возрастных групп) и рассчитан, главным образом, на здоровых людей, хотя есть успешные попытки применить его элементы в работе с проблемными детьми, например, страдающими аутизмом. Занятия проходят в группах, всегда под живую музыку (инструментальную или вокальную). В качестве музыкального материала используются специально подобранные фрагменты классических произведений и народных песен (музыка может быть разной, но исторически метод был разработан именно на таком музыкальном материале).
От занимающегося требуется двигаться только вместе с музыкой: начинать движение с её началом и заканчивать точно с окончанием. Движение должно отражать характер музыкального фрагмента — контрастность, текучесть, порывистость и т. д., — иначе говоря, занимающийся должен найти в музыке угадывающееся там движение. Как показывает практика, почти никто из новичков это сделать не может; для обучения способности «двигаться в музыке» создатели метода разработали специальный тренаж: отобраны такие музыкальные фрагменты, в которых двигательный характер музыки проявляется особенно явно, и найдена пластическая форма, точно отражающая все особенности данного музыкального произведения.
Правильное выполнение упражнения заключается не в копировании двигательной формы, а в её воссоздании, для чего занимающийся должен услышать, прочувствовать и присвоить — «взять внутрь» — музыкальное произведение со всеми его особенностями. Только тогда пластический жест занимающегося совпадет с музыкальной интонацией произведения и отольется в эстетически совершенную и эмоционально убедительную музыкально-двигательную форму. Задача эмоционального выслушивания музыки и перевода её в движения собственного тела служит импульсом для развития музыкальности и личностного роста.
Упражнения тренажа разделены по уровню сложности на три группы — от таких, в которых связь музыки с движением лежит на поверхности, до тех, где она не очевидна. Поднимаясь с одного уровня на другой, занимающийся в одно и то же время осваивает содержание все более сложных музыкальных фрагментов и овладевает более сложными движениями. Важной частью метода являются самостоятельные работы занимающихся — их собственная пластическая интерпретация предлагаемых музыкальных произведений. В созданной Гептахором пластике подчёркиваются центральные характеристики музыки — дыхательность, текучесть, пружинность. Метод, первоначально созданный как часть музыкального воспитания, используется также в танцевальных практиках, в особенности для обучения двигательной импровизации и свободному, или пластическому танцу.

## Из истории музыкального движения
Музыкальному движению скоро исполнится сто лет. Вдохновительницей этой традиции была Айседора Дункан, а создательницами — Стефанида Руднева и её подруги с Бестужевских курсов. Увидев в первое десятилетие XX в. гастрольные выступления Дункан в России, они решили, не подражая ей буквально, делать нечто близкое по духу: пластически исполнять музыку. Аккомпанементом на их «белых собраниях» — по цвету хитонов — всегда была живая игра на музыкальных инструментах или пение. В 1918 г. историк античности Ф. Ф. Зелинский, их профессор на Бестужевских курсах, дал группе имя Гептахор, или «танец семерых» — по числу участниц. В это время Руднева и её единомышленницы уже вели уроки в гимназиях и школах по своему методу, названному ими «музыкальным движением». Вскоре они официально зарегистрировали Студию «Гептахор» и двухгодичные курсы при ней и в начале 1920-х гг. дали в Петрограде много концертов. Студия закрылась под натиском сталинской эпохи, но Рудневой с единомышленниками — Л. С. Генераловой, О. К. Поповой, Э. М. Фиш и др. — удалось сохранить музыкальное движение, преподавая его (иногда под названием ритмики) в школах, детских садах и домах культуры. Сейчас музыкальное движение преподается и практикуется в ряде центров музыкального-пластического развития и студий пластического танца в Москве и Петербурге.

## Метод музыкального движения и развитие музыкальности
Существует мнение, что «музыкальность дана от рождения» и является довольно редким качеством (некоторые[кто?] утверждают, что она присуща только одному ребёнку из 10) и не зависит от полученного человеком музыкального образования. Тем не менее, если под музыкальностью понимать не аналитический, звуковысотный слух, а слух интонационный — то есть способность слышать экспрессию музыкального произведения, а также мотивационные компоненты — любовь к музыке, способность откликаться на неё эмоционально, желание слушать и заниматься ею, то невозможно отрицать, что она поддается развитию. Метод музыкального движения помогает развить музыкальность через пластический жест: научиться понимать выразительность музыки и тем самым проникнуть в её глубинную суть, которая сама восходит к движению.
Музыкальное движение — это способ чувственно-телесного восприятия музыки, её пластического анализа. Занимающийся овладевает языком музыки непосредственно на практике, без изучения структуры музыкального произведения или техники игры на инструменте. Он учится говорить на музыкальном языке подобно тому, как учится говорить на родном языке ребёнок: не заучивая грамматику, а естественным путём, в общении и игре. Этот метод даёт, по выражению Т. Адорно, «хорошего слушателя»: понимающего музыку непосредственно, и не только церебрально, а умным телом. В результате такой подготовки формируется способность выражать пластически самые сложные параметры музыкального произведения: не только метр (чем часто ограничиваются танцоры), но и мелодию (голос, напевность), гармонию (краску движения), ритм, мажор-минор (светлое, радостное — темное, грустное), акцент (органный пункт, силу звучания, многоголосие).

## Видео
- Занятие 1. Педагог В.Г.Царькова (27 сентября 1996 года)
- Занятие 2. Педагог В.Г.Царькова (25 октября 1996 года)
- Музыкально-двигательная композиция «Весенние зарисовки»
- Музыкально-двигательное занятие
- Занятие. Педагог В.Г.Царькова (27 марта 2012 года)
- Фильм к 100-летию Музыкального движения